# Lino Miguel
Lino Dias Miguel (* 28. September 1936 in Almada de Ouro, Azinhal, Castro Marim; † 2. April 2022) war ein portugiesischer General der Luftstreitkräfte und Politiker.

## Leben
Miguel absolvierte nach dem Schulbesuch eine Ausbildung zum Offizier bei den Luftstreitkräften (Força Aérea Portuguesa) und fand dort Verwendungen als Pilot bei verschiedenen Einheiten. 
Am 27. August 1976 wurde Oberst Miguel im Range eines Ministers Vertreter der Regierung in der Autonomen Region Madeira (Ministro da República para a Região Autónoma da Madeira). Er bekleidete diesen Posten mehr als 15 Jahre lang bis zum 31. Oktober 1991. Während dieser Zeit wurde er am 6. Februar 1981 zum Brigadegeneral sowie am 2. Juli 1986 zum General befördert. 
Für seine langjährigen Verdienste wurde ihm das Großkreuz des Ordem Militar de Cristo sowie das Ritterkreuz des Ritterorden von Avis verliehen.